# Neilton Mestzk
Neilton Meira Mestzk, mais conhecido Neilton (Nanuque, 17 de fevereiro de 1994), é um futebolista brasileiro que atua como ponta-esquerda. Joga no Água Santa.

## Carreira

### Início
Neilton chegou nas categorias de base do Santos com quatorze anos, após passagem pelo Esporte Clube Água Santa, de Diadema, onde passou a sua infância.[carece de fontes?]

### Santos
Teve grande destaque nas categorias de base do Santos. Em 2012, foi campeão do Paulista Sub-20, e em 2013 se destacou principalmente pela Copa São Paulo, pelas semifinais da competição contra o Palmeiras. O Santos venceu o jogo por 3–2, e Neilton marcou os três gols do jogo. Marcou um dos gols na final da competição contra o Goiás, jogo que terminou 3–1 e consagrou o Santos que não ganhava a Copa São Paulo Jr desde 1984.
Ascendeu ao time profissional e foi relacionado pela primeira vez no dia 21 de março de 2013, em um jogo contra o Mirassol, válido pelo Campeonato Paulista. Marcou seu primeiro gol com a camisa do Santos na derrota por 3–1 contra o Criciúma.
No dia 13 de julho de 2013, em uma partida válida pelo Campeonato Brasileiro, Neilton fez dois gols na vitória por 4–1 contra a Portuguesa. Na partida seguinte contra o Coritiba, fez mais outro gol, decretando o empate por 2–2 na Vila Belmiro.
Seu vínculo com o Santos expirou em maio de 2014 e não houve acordo para renovação.

### Cruzeiro
Em 5 de junho de 2014, foi contratado pelo Cruzeiro.
Sem uma condição física ideal e se recuperando de uma lesão no tornozelo direito, o jogador passou por um planejamento de reforço muscular antes de ficar à disposição do técnico Marcelo Oliveira.
No dia 22 de junho de 2014, durante a inter temporada do Cruzeiro nos Estados Unidos, o jogador chegou a atuar na partida amistosa contra a equipe do Miami Dade. Conquistou no mesmo ano o maior de titulo até então de sua carreira, o Campeonato Brasileiro, porém sendo reserva durante toda a campanha e com poucas atuações.

### Botafogo
Sem oportunidades sob o comando de Vanderlei Luxemburgo no Cruzeiro, Neilton foi emprestado ao Botafogo no final de julho de 2015 até o final do ano, com o qual conquistou o título da Série B do Campeonato Brasileiro, garantindo a volta da equipe à Série A no ano seguinte.
Após o término de 2015 surgiram algumas especulações na mídia futebolística de que o Cruzeiro não iria renovar o empréstimo do jogador ao Botafogo, porém Neilton expressando publicamente a sua vontade em permanecer no clube carioca, houve uma consideração do Cruzeiro e possibilitou uma reviravolta no caso. No final de 2015, Neilton renovou seu empréstimo com o clube alvinegro estendendo até o final de 2016.[carece de fontes?]
No dia 2 de dezembro de 2016, sem ter chegado a nenhum acordo com o Botafogo, Neilton foi liberado para voltar ao Cruzeiro (que exigia R$ 6 milhões pelo passe do jogador).

### São Paulo
Em 22 de dezembro de 2016, acertou com o São Paulo, em troca envolvendo o jogador Hudson com o Cruzeiro, ambos por empréstimo.
Em 13 de maio de 2017, foi devolvido ao Cruzeiro, após fracas atuações. Com a camisa do São Paulo, fez 11 jogos e não marcou gols.

### Vitória
Em 25 de maio de 2017, foi contratado em definitivo pelo Vitória, assinando contrato até 2020. Fez sua estreia em 3 de junho, contra o Fluminense, entrando no segundo tempo e dando uma assistência para o gol de Kieza, na derrota por 2 a 1.

### Internacional
Em 29 de dezembro de 2018, assinou por empréstimo de uma temporada com o Internacional.

### Hatta Club
Após retornar de empréstimo do Internacional e não ser aproveitado no Vitória por conta do alto salário, assinou um novo contrato de empréstimo por seis meses com o Hatta Club, dos Emirados Árabes.

### Coritiba
Após indefinição sobre a permanência, rescindiu seu contrato com o Vitória e acertou com o Coritiba por dois anos e meio.
Em 2020, disputou em 24 das 38 rodadas do Brasileirão, mas não ajudou a evitar a queda para a Série B. Marcou seu único gol pelo clube (em 24 partidas) contra o Botafogo, em partida válida pelo Campeonato Brasileiro de 2020.

### Sport
Em 15 de março de 2021, acertou sua saída do Coritiba por empréstimo ao Sport. Fez sua estreia contra o Bahia, pela Copa do Nordeste de 2021, em jogo que o Sport foi derrotado por 4x0 no Estádio do Pituaçu. Marcou seu primeiro gol no dia 24 de abril de 2021, contra o Retrô de Camaragibe, pelo Campeonato Pernambucano do ano, em jogo que terminou 1x0 para o visitante, o Sport, na Arena de Pernambuco, que também marcou a estreia do recém-chegado técnico Umberto Louzer.
Deixou o Leão com 19 partidas, dois gols e uma assistência.

### Retorno ao Coritiba
Em janeiro de 2022, voltou ao Coritiba para finalizar tratamento de cirurgia após saída polêmica do Sport. Após 249 dias, voltou a entrar em campo em 14 de março de 2022, na reta final da vitória do Coritiba sobre o Cianorte por 1 a 0. Em agosto do mesmo ano, foi afastado pelo clube e reintegrado após três dias.
Após dois anos e cinco meses, deixou o Coritiba, onde fez 30 jogos e marcou um gol, além de dar quatro assistências.

### Guarani
O Guarani acertou a contratação de Neilton em 6 de janeiro de 2023.
Disputou apenas 14 jogos, com 2 gols marcados pelo clube e foi dispensado em julho de 2023.

### Criciúma
Em 31 de julho de 2023, foi anunciado pelo Criciúma para a sequência da Série B do Campeonato Brasileiro.

## Vida pessoal
Seu sobrenome ´Mestzk´ é pelo fato do jogador ser descendente de alemães.

## Estatísticas
Até 24 de junho de 2022.

### Clubes
| Clube             | Temporada         | Campeonato nacional | Campeonato nacional | Campeonato nacional | Copa nacional[a] | Copa nacional[a] | Copa nacional[a] | Competições continentais[b] | Competições continentais[b] | Competições continentais[b] | Outros torneios[c] | Outros torneios[c] | Outros torneios[c] | Total | Total | Total   |
| Clube             | Temporada         | Jogos               | Gols                | Assist.             | Jogos            | Gols             | Assist.          | Jogos                       | Gols                        | Assist.                     | Jogos              | Gols               | Assist.            | Jogos | Gols  | Assist. |
| ----------------- | ----------------- | ------------------- | ------------------- | ------------------- | ---------------- | ---------------- | ---------------- | --------------------------- | --------------------------- | --------------------------- | ------------------ | ------------------ | ------------------ | ----- | ----- | ------- |
| Santos            | 2013              | 14                  | 4                   | 1                   | 3                | 0                | 1                | —                           | —                           | —                           | 2                  | 0                  | 0                  | 20    | 4     | 2       |
| Santos            | Total             | 14                  | 4                   | 1                   | 3                | 0                | 1                | —                           | —                           | —                           | 3                  | 0                  | 0                  | 19    | 4     | 2       |
| Cruzeiro          | 2014              | 1                   | 0                   | 0                   | 3                | 0                | 0                | —                           | —                           | —                           | —                  | —                  | —                  | 4     | 0     | 0       |
| Cruzeiro          | 2015              | 1                   | 0                   | 0                   | —                | —                | —                | —                           | —                           | —                           | 5                  | 1                  | 0                  | 6     | 1     | 0       |
| Cruzeiro          | Total             | 2                   | 0                   | 0                   | 3                | 0                | 0                | —                           | —                           | —                           | 4                  | 1                  | 0                  | 9     | 1     | 0       |
| Botafogo          | 2015              | 18                  | 6                   | 3                   | —                | —                | —                | —                           | —                           | —                           | —                  | —                  | —                  | 18    | 6     | 3       |
| Botafogo          | 2016              | 35                  | 8                   | 2                   | 6                | 3                | 0                | —                           | —                           | —                           | 13                 | 1                  | 0                  | 54    | 12    | 2       |
| Botafogo          | Total             | 53                  | 14                  | 5                   | 6                | 3                | 0                | —                           | —                           | —                           | 13                 | 1                  | 0                  | 72    | 18    | 5       |
| São Paulo         | 2017              | —                   | —                   | —                   | 2                | 0                | 0                | 1                           | 0                           | 0                           | 8                  | 0                  | 1                  | 11    | 0     | 1       |
| São Paulo         | Total             | —                   | —                   | —                   | 2                | 0                | 0                | 1                           | 0                           | 0                           | 8                  | 0                  | 1                  | 11    | 0     | 1       |
| Vitória           | 2017              | 30                  | 7                   | 6                   | —                | —                | —                | —                           | —                           | —                           | —                  | —                  | —                  | 30    | 7     | 6       |
| Vitória           | 2018              | 32                  | 7                   | 3                   | 7                | 4                | 0                | —                           | —                           | —                           | 17                 | 10                 | 8                  | 56    | 21    | 11      |
| Vitória           | Total             | 62                  | 14                  | 9                   | 7                | 4                | 0                | 0                           | 0                           | 0                           | 17                 | 10                 | 4                  | 86    | 28    | 15      |
| Internacional     | 2019              | 16                  | 1                   | 0                   | 0                | 0                | 0                | 0                           | 0                           | 0                           | 12                 | 0                  | 3                  | 28    | 1     | 3       |
| Internacional     | Total             | 16                  | 1                   | 0                   | 0                | 0                | 0                | 0                           | 0                           | 0                           | 12                 | 0                  | 3                  | 28    | 1     | 3       |
| Hatta Club        | 2020              | 7                   | 1                   | 0                   | —                | —                | —                | —                           | —                           | —                           | —                  | —                  | —                  | 7     | 1     | 0       |
| Hatta Club        | Total             | 7                   | 1                   | 0                   | —                | —                | —                | —                           | —                           | —                           | —                  | —                  | —                  | 7     | 1     | 0       |
| Coritiba          | 2020–21           | 24                  | 1                   | 4                   | —                | —                | —                | —                           | —                           | —                           | —                  | —                  | —                  | 24    | 1     | 4       |
| Coritiba          | 2022              | 4                   | 0                   | 0                   | —                | —                | —                | —                           | —                           | —                           | 2                  | 0                  | 0                  | 6     | 0     | 0       |
| Coritiba          | Total             | 28                  | 1                   | 4                   | —                | —                | —                | —                           | —                           | —                           | 2                  | 0                  | 0                  | 30    | 1     | 4       |
| Sport             | 2021              | 6                   | 0                   | 0                   | —                | —                | —                | —                           | —                           | —                           | 13                 | 2                  | 1                  | 19    | 2     | 1       |
| Sport             | Total             | 6                   | 0                   | 0                   | —                | —                | —                | —                           | —                           | —                           | 13                 | 2                  | 1                  | 19    | 2     | 1       |
| Guarani           | 2023              | 0                   | 0                   | 0                   | —                | —                | —                | —                           | —                           | —                           | 0                  | 0                  | 0                  | 0     | 0     | 0       |
| Guarani           | Total             | 0                   | 0                   | 0                   | —                | —                | —                | —                           | —                           | —                           | 0                  | 0                  | 0                  | 0     | 0     | 0       |
| Total na carreira | Total na carreira | 188                 | 35                  | 19                  | 19               | 7                | 1                | 1                           | 0                           | 0                           | 87                 | 14                 | 13                 | 281   | 55    | 32      |

- a. ^ Jogos da Copa do Brasil
- b. ^ Jogos da Copa Sul-Americana
- c. ^ Jogos do Campeonato Mineiro, Florida Cup, Campeonato Paulista, Copa do Nordeste, Campeonato Baiano e Campeonato Pernambucano.

## Títulos
Coritiba
- Campeonato Paranaense: 2022

São Paulo
- Florida Cup: 2017

Botafogo
- Campeonato Brasileiro - Série B: 2015

Cruzeiro
- Campeonato Brasileiro: 2014

Santos
- Campeonato Paulista Sub-15: 2009
- Campeonato Paulista Sub-17: 2010
- Campeonato Paulista Sub-20: 2012
- Copa São Paulo de Futebol Júnior: 2013
- Copa do Brasil Sub-20: 2013

## Prêmios individuais
Vitória
- Campeonato Baiano de Futebol de 2018: Melhor jogador
- Campeonato Baiano de Futebol de 2018: Artilheiro (7 gols)
- Copa do Brasil: 2018 – 4 gols[35]